# 一ノ瀬アメリ
一ノ瀬 アメリ（いちのせ あめり、1987年9月16日 - ）は、日本のAV女優。ティーパワーズ（TPJ）所属。

## 略歴
- 2006年10月、栗栖 エリカ名義でh.m.pより『野外でバイブ責めイキまくりデビュー!! 栗栖エリカ』にてAVデビュー。
- 2008年11月、美空 あやかに改名、『ダイナマイトBODY kira☆kiraデビュー 美空あやか』でAVデビュー。
- 2009年8月、一ノ瀬 アメリに改名、MAX-AでAVデビュー。

## 人物
栗栖エリカ 名義
- 身長：167cm
- スリーサイズ：B85 W56 H83
- 血液型：A型
- 趣味：新体操

美空あやか 名義
- 出身地：埼玉県
- 身長：167cm
- スリーサイズ：B88（Fカップ）・W58・H85。（kira☆kira）、B85（Eカップ）・W56・H83（アタッカーズ）
- 靴のサイズ：25 cm
- 血液型：AB型
- 趣味：バスケ、ショッピング
- 特技：子守り

一ノ瀬アメリ 名義
- 生年月日：1987年9月16日
- 出身地：神奈川県
- 血液型：O型
- 身長：167cm
- スリーサイズ：B88(E65)/W56/H83
- 靴のサイズ：25 cm
- 趣味/特技：ショッピング/バドミントン
- 初体験：14歳

## 出演作品

### 栗栖エリカ 名義
2006年
- 野外でバイブ責めイキまくりデビュー!!（10月21日、h.m.p）
- 美尻いじりまくり（11月21日、h.m.p）
- 腰ふり!密着ヌキ狂い!（12月21日、h.m.p）

2007年
- 拘束されて犯して欲しい!（1月21]、h.m.p）
- ヤれるぞ!エロいぞ!美尻ナース!（2月21日、h.m.p）
- 栗栖エリカ大全集1（5月10日、ビデオバンク）

2009年
- スカイエンジェル ブルー（6月1日）

### 美空あやか 名義
2008年
- ダイナマイトBODY kira☆kiraデビュー（11月19日、kira☆kira）
- CHARISMA☆MODEL特別編-SEX ON THE BEACH-Vol.5（12月19日、kira☆kira）

2009年
- kira☆kiraSPECIAL淫乱スタイルGALS☆OIL乱交（1月19日、kira☆kira）共演:妃乃ひかり、大塚咲
- 夫の目の前で犯されて― 汚された母乳若妻（3月7日、アタッカーズ）

### 一ノ瀬アメリ 名義
2009年
- ROOKIE'S（8月28日、マックス・エー）
- もの凄いフェラチオのSEX（9月25日、マックス・エー）
- Tokyo Models Collection（10月23日、マックス・エー）
- アメリがいきなりフェラ、すぐSEX（11月27日、マックス・エー）
- アメリが独身男性の部屋に家庭訪問いたします。（12月25日、マックス・エー）

2010年
- OL STYLE 制服のままイカせて 一ノ瀬アメリ AVオンデマンド（2月26日、マックス・エー）
- 女教師狩りin一ノ瀬アメリ（3月26日、マックス・エー）
- DIGITAL CHANNEL DC70（6月1日、アイデアポケット）
- 一ノ瀬アメリの濃厚な接吻とSEX（7月1日、アイデアポケット）
- 100発の精子飲む（8月1日、アイデアポケット）
- 職女。08（11月18日、プレステージ）
- おしゃれ女子03（11月18日、プレステージ）
- 東京ブルドック05 アメリ（12月2日、プレステージ）
- 都合のイイ体（12月16日、プレステージ）

2011年
- （新）童貞狩り 極痴女（2月19日、SODクリエイト）
- 奴隷色のステージ15（7月7日、アタッカーズ）共演:晶エリー、雫パイン
- 業界残酷物語 芸能人（8月7日、アタッカーズ）
- 捜査官、堕ちるまで…（9月7日、アタッカーズ）
- 露出に目覚めた女子校生と露出に憧れるAV女優（9月8日、SODクリエイト）共演:愛音まひろ
- MAD GAME 3RD コスプレ陵辱編（10月11日、MAD）
- 女医アメリの真正中出しクリニック（11月1日、ナマドル）
- 美脚×ローライズ短パン×露出デート（11月13日、マルクス兄弟）
- 不倫溺愛録 Venus.006（11月25日、ワンダフル）
- 恥ずかしいカラダ VENUS（11月26日、HMJM）

2012年
- 月刊 パンティストッキングマニア Vol.2（1月20日、DENIER）共演:大槻ひびき、有村千佳、雨宮琴音
- 美脚パンストレズビアン（2月13日、U&K）共演:雨宮琴音
- デリヘルレズビアン（2月17日、虎堂）他7名出演
- 「このオンナ、最上級。」 02（2月21日、プレステージ）
- グラマー 未発表スペシャル 7（2月25日、HMJM）他出演:小倉ゆず、MARIA、遥花しいな
- 麗しのおま●こ団地妻（3月16日、虎堂）共演:桐原あずさ、小西友梨、竹内紗理奈
- 凌辱ホスピタル FILE.02（3月22日、MAD）共演:みずほゆき、小西友梨
- ポルノ映画館で代わる代わる犯され続ける女教師（4月13日、マルクス兄弟）
- 女子校生ぬる×2おま●こオナニー VOL.11（4月20日、虎堂）他出演:愛原さえ、加藤梓、鶴見みなえ、新美なお
- GLORY BODY エロイイ女をハメ倒せ!!（4月25日、みるきぃぷりん♪）
- 一ノ瀬アメリが…家庭教師に成り済まして受験生の部屋に潜入！童貞男子○校生を下品に誘惑！喰いまくり!（5月10日、ATOM）
- 極・縛馬 其の二（5月22日、MAD）
- POP美白メイドのご奉仕（9月1日、Fetish Box）
- 月刊 パンティストッキングマニア Vol.10（10月5日、DENIER）共演:小嶋ジュンナ、一ノ瀬ルカ
- 一ノ瀬アメリコレクターズエディション4時間（10月13日、マルクス兄弟）総集編
- 卑猥すぎる美脚（10月19日、Fetish Box）
- 脅迫素人 グラビアアイドルオーディション（10月26日、7）
- HYPER HIGHLEG QUEEN- 013（11月25日、digital ark）

2013年
- 一ノ瀬アメリ BEST 4時間 The free bitch is back（5月1日、Fetish Box）総集編
- スーパー美脚deタイトスカート（6月19日、Fetish Box）